# 輝け!!人気スターチーム対抗大合戦!
『輝け!!人気スターチーム対抗大合戦!』（かがやけ にんきスターチームたいこうだいがっせん）は、1979年から1984年、および1986年から1989年まで毎年1月1日に日本テレビ系列局で放送されていた日本テレビ製作のゲームバラエティ番組である。それ以前にも1977年から1978年まで『総出演!!人気スターチーム対抗大合戦!』（そうしゅつえん - ）と題して放送されていた。

## 概要
毎回歌手・俳優・コメディアン・スポーツ選手などを大勢招いて行われていた公開形式の正月特番。彼らが紅組×3チームと白組×3チームに分かれ、さまざまな珍ゲームで得点を争っていた。
番組は、紅白両軍のキャプテンが各ゲームに対応可能なチームを選んで参加させ（参加者全員からの選抜メンバーを参加させるパターンもあり）、ゲームの勝敗が決まったところで審査員が彼らに点数を入れるという方式で進行。審査員は毎回6人が参加していたのにもかかわらず、彼らの審査によって入る点数は100点満点となっており、その構成は不明である。そして全ゲームの終了後に合計得点を発表し、最終的に合計得点の多かった組が優勝となり、キャプテンに優勝旗を授与した。その後に各チーム賞や個人賞を発表し、一番頑張ったチームには「最優秀チーム賞」としてチーム全員に海外旅行を贈呈。さらに一番頑張った参加者には「最優秀個人賞」として豪華賞品（乗用車など）を贈呈していた。
番組は生放送ではなく、毎回事前収録した映像を流していた。収録は主に首都圏の公会堂で行われていた。

## 放送時間
いずれも日本標準時。1985年には放送が無かったが、その理由は不明。
- 14:00 - 15:55 （1977年 - 1982年）
- 13:30 - 15:25 （1983年）
- 13:00 - 14:55 （1984年）
- 12:00 - 13:55 （1986年 - 1989年）

## 出演者

### 司会
- 高島忠夫（全回）
- 浅野ゆう子（1977年 - 1984年）
- マリアン（1987年 - 1989年）
- 1986年度には別の人物が高島のパートナーを務めていたが、詳細は不明。

### 紅組キャプテン
- 南田洋子（1977年 - 1982年および1984年） - 1986年以降は審査員として出演。
- 司葉子（1983年）
- 山田邦子（1986年）
- 山口弘和（コント山口君と竹田君）（1987年 - 1989年）

### 白組キャプテン
- 長門裕之（1977年 - 1980年および1982年 - 1984年） - 1986年以降は審査員として出演。
- 金田正一（1981年） - 日テレ野球解説者。1980年および1982年以降は審査員として出演。
- 片岡鶴太郎（1986年）
- 竹田高利（コント山口君と竹田君）（1987年 - 1989年）

### 審査員
- 近江俊郎
- 新珠三千代
- ほか

### 参加者
- フォーリーブス
- ジェリー藤尾
- 和田アキ子
- 中尾彬
- 池波志乃
- 谷隼人
- 松岡きっこ
- 桂三枝（後の六代目桂文枝）
- 団しん也
- ガッツ石松
- 岡田眞澄
- せんだみつお
- B&B
- 山本直純
- ケント・ギルバート
- 大沢逸美
- ケント・デリカット
- 稲川淳二
- 加藤博一（当時横浜大洋ホエールズ選手）
- ダンプ松本
- ほか多数

### その他
- コント赤信号（1982年） - ゲームの手本を見せる役を担当。

### ナレーター
- 福留功男（当時：日本テレビアナウンサー）
- 根岸雄一（1989年）
- ほか

## チーム編成
当初は「バラエティ」「歌手」「司会者」「コメディ」「ドラマ」「スポーツ」で構成されていたが、1986年に「司会者」チームと「バラエティ」チームが統合され、「外国人」チームが加入。同時に「歌手」チームが「音楽」に、「コメディ」チームが「爆笑」にそれぞれ改名された。1988年に「外国人」チームが廃止され、「司会者」チームと「バラエティ」チームが再び別々になった。

## 各賞

### チーム賞
- 最優秀チーム賞
- 準優勝チーム賞
- チームワーク賞
- ユーモアチーム賞
- ハッスルチーム賞
- 敢闘チーム賞

### 個人賞
- 最優秀個人賞
- ユーモア個人賞
- ハッスル個人賞
- 猛烈個人賞
- 審査員特別賞
- ほか

個人賞は時期によって、存在したりしなかったりする賞が存在していた。

## 主なゲーム
毎回さまざまな珍ゲームが登場したが、ここではレギュラー的なゲームを紹介する。
玉割り
1982年から行われていたオープニングゲームで、組全員でボールを投げてステージ上のくす玉を割る。早く割れた方が勝ち。無条件で30点獲得となる（50点の年もあった）。くす玉は、放送年の干支の動物を模していた。
毛糸巻き巻きレース
第1回から1986年まで行われていた。女性モデル（下にはビキニを着用）が着ている毛糸のワンピースを、交代しながら早く解いていく。
息吹き泡飛ばし
1988年から行われていた。首から下が全身泡で覆われた女性モデル（下にはそれぞれ赤のビキニと白のビキニを着用）の泡を男性陣が吹きかけて、先に水着姿にした方が勝ち。当然ながら男性陣は胸部分に集中していた。ゲーム終了後泡まみれになった男性タレントにインタビューするのがお約束であった。
檻の鍵を開けろ
1980年から最後まで行われていたゲーム。女性が檻の中に入り、男性が大量にある鍵の中から有う鍵を探し、早く女性を檻から出す。檻の中には風船があり、早く出さないと風船が破裂する。
戦慄の怖い物リレー
1979年から最後まで行われていた。チーム全員が仕切られた部屋の中に1人ずつ入り、壁の中にある窓から手を出して1人ずつ物をリレーする。その後審査員に審査する。最初の時は、ジェリー藤尾や和田アキ子がこれで悲鳴を出し、和田は最優秀選手賞を貰った。また末期になると、大沢逸美（和田の後輩）がこれで泣きじゃくっていた。
わんこそば早食い競争
一定時間内にわんこそばを食べる競争。1981年頃から行われていた。おおむね「コメディ→爆笑」と「スポーツ」の戦いとなっており、特に「コメディ」のせんだみつおは収録前日から絶食して行った。しかし、せんだがダントツに多く食べるためにチームにムラが出てしまい、それゆえに負けることが多かった。
食べ物被害者当て
1981年から行われていた。まず出される食べ物の1つに、相手チームのキャプテンが仕掛けをする（例：香辛料を大量に入れたラーメン、ワサビで作った茶）。その後全員でこれを食べ、相手チームは誰の食べ物に仕掛けをしているかを当てる。
ジャンボドミノ倒し
中期から行われていた。女性がドミノ（スチロール製）列の端の椅子に座り、男性はもう一方の端のドミノを倒して全速力で走り、途中の紙風船を割って（割らないと失格）、女性の前のドミノを止める。止めないとドミノ上の風船が女性の前で割れる。
カズー伝言リレー
全ての回で行われていたゲーム。チーム全員が横に並び、端の方から与えられた文章を「カズー」という笛を使って伝言していく（言い手と聞い手以外はヘッドホンをかける）。そしてその内容を審査する。
盗塁ゲーム
1980年から最後まで行われていた。「スポーツ」チームの野球選手が、投手（主に金田正一）・捕手・一塁手・二塁手にそれぞれ扮し、ステージ右に設置された「一塁」からステージ左の「二塁」まで盗塁する。1981年では、松岡きっこが盗塁した時、その弾みでスカートが捲れ上がり、大騒ぎになった事があった（この時は夫の谷隼人は参加せず）。
借り物競走
第1回から1984年まで、ラスト1つ前に行われていた。「天国と地獄」のリズムに乗って、ステージ上でダンサーがフレンチカンカンを踊る。そして合図と同時に、調べ手がダンサーの衣装に付けられた借り物の名前を教え、借り手が観客からその物を借りる。正しく多く借りた方の勝ち。
風船割り歌合戦
1984年までのラストゲーム。全員参加。参加者は1人ずつ紅白交代でマイクの前に立ち、童謡「鳩」を歌う。その間にマイク前の風船がドンドン膨らみ、割れた時にいた参加者のいる組が負け。
人間椅子取りゲーム
1986年からのラスト1つ前のゲーム。ルールは一般的な椅子取りと同じだが、参加者は女性、男性は椅子の上に座って「人間椅子」となる。最後まで残った1人の居る組が勝ち。必ず男性の上に女性が座るので、男性はあられもない格好や行動をする者が結構いた。
綱引き
1986年からのラストゲームで、両軍全員で綱を引く、勝った方が無条件で50点獲得（30点の年もあった）。元々は1980年の大会で、最終的に同点となったため、同点決勝として行ったのが最初。そして翌1981年ではオープニングで行い、1986年からはラストとなった。

## テーマ曲
オープニング・エンディングともに、一貫して「一月一日」を使用。ただし、1989年度の放送では昭和天皇の病状悪化に伴う自粛ムードがテレビ業界にあったため、同曲のアレンジ版を使用していた。

## 備考
- 1980年までは、後半開始前に両軍による応援合戦が行われていた。
- 浅野ゆう子が副司会だった時には、毎回スタッフや高島が浅野をドッキリにかけるのが毎回のパターンだった。
- 1987年には同系列局で、タイトルがよく似ているレギュラー番組『人気スターチーム対抗歌合戦』が放送されていた。内容は全くの別物であるが、司会は本特番出演者の岡田眞澄が務めていた。

## 前後番組の変遷
| 日本テレビ系 元旦正午特番枠 | 日本テレビ系 元旦正午特番枠       | 日本テレビ系 元旦正午特番枠                                      |
| 前番組                      | 番組名                            | 次番組                                                           |
| --------------------------- | --------------------------------- | ---------------------------------------------------------------- |
| （不明）                    | 輝け!!人気スターチーム対抗大合戦! | 平成あっぱれテレビ博 ↓ 平成あっぱれテレビ ↓ 新世紀あっぱれテレビ |